# 青森県道248号尻労小田野沢線
青森県道248号尻労小田野沢線（あおもりけんどう248ごう しつかりおだのさわせん）は、青森県下北郡東通村を通る一般県道である。

## 概要
東通村尻労で青森県道172号尻労袰部線から分岐し、同村小田野沢で国道338号に至る。下北半島の北東部を北から南へ通る路線である。

### 路線データ
- 起点：下北郡東通村大字尻労[1]
- 終点：下北郡東通村大字小田野沢[1]

## 歴史
- 1974年（昭和49年）3月30日 - 県道に認定される[1]。

## 地理

### 交差する路線
- 青森県道172号尻労袰部線（下北郡東通村大字尻労、起点）
- 国道338号（下北郡東通村大字小田野沢、終点）

### 沿線の施設など
- 防衛装備庁下北試験場
- 農民研修所
- 猿ヶ森牧場